# Victor Atanasie Stănculescu
Victor Atanasie Stănculescu (Tecuci, 10 maggio 1928 – Snagov, 19 giugno 2016) è stato un politico e generale rumeno.
Fu ministro dell'economia nazionale dal 28 dicembre 1989 al 16 febbraio 1990 e Ministro della difesa nei primi due esecutivi guidati da Petre Roman: Roman I dal 16 febbraio 1990 al 28 giugno 1990 e Roman II dal 28 giugno 1990 al 30 aprile 1991. Successivamente fu ministro dell'Industria dal 30 aprile 1991 al 16 ottobre 1991 nel governo Roman III.
Fu condannato a 15 anni di carcere nel 1999 per i fatti connessi alla rivoluzione rumena del 1989 e all'interdizione dal corpo militare.

## Biografia
Victor Atanasie Stănculescu è nato il 10 maggio 1928 a Tecuci. Ha lavorato come volontario sul sito nazionale di Bumbești-Livezeni, dove è stato istruttore e poi sovrintendente istruttore sanitario del cantiere. Ha frequentato la Scuola Militare di Artiglieria di Sibiu (dove si è laureato il 30 dicembre 1949), poi ha frequentato la Facoltà di Artiglieria dell'Accademia Militare "Stalin" di Bucarest (dove si è laureato per una seconda volta nel 1952) e in seguito ha seguito un corso di specializzazione presso l'Accademia degli studi economici di Bucarest.
Dopo la laurea ad Ufficiale, il 23 agosto 1952 viene promosso Tenente e assegnato al Centro di Formazione di Artiglieria "Mihai Bravu", poi all'Accademia Militare, dove incontra il generale Vasile Milea.
Il 22 dicembre 1954 chiede l'adesione al Partito dei Lavoratori Rumeni con una richiesta inviata all'Organizzazione di Base UM 04.348 di Timișoara, rivendicando la necessità dell'ammissione al partito. La critica è stata un'attività pratica ed una negligenza. Per liquidare queste carenze, Stănculescu seguì i corsi serali di formazione marxista-leninista presso l'Università. Nel marzo 1957 viene ammesso come membro del PLR.
Nel 1952 copre la carica di Capo di Stato Maggiore del Corpo di Artiglieria della 38ª Armata di Timișoara (1952-1955). Poi svolge le funzioni di Capo della sezione di Stato Maggiore, Capo della Direzione e poi Vice Capo di Stato Maggiore Generale e Capo dell'organizzazione, della mobilitazione, della pianificazione e dell'approvvigionamento dello Stato Maggiore. Nel 1955 viene promosso a Maggiore e poi a Colonnello nel 1960.
Nel 1968, durante l'Invasione sovietica della Cecoslovacchia, è promosso al grado di Maggiore generale (graduato con una stella).
Notato per le sue conoscenze economiche acquisite, viene designato a guidare la direzione economica del Ministero della difesa.

## Aspetti controversi

### Processo per il ruolo nella Rivoluzione del 1989
Una commissione governativa guidata da Viorel Oancea propose nel 1990 un atto d'accusa contro il generale Victor Stănculescu per la partecipazione alla repressione della rivoluzione del 1989. Il rinvio a giudizio si realizzò nel 1997. Nel 1999 venne condannato dalla Corte suprema insieme al generale Mihai Chițac a quindici anni di reclusione e all'interdizione dalle cariche militari. Nel 2004 il procedimento fu riaperto su istanza del procuratore generale della Romania Joița Tănase. Nel 2007, tuttavia, fu nuovamente condannato alla stessa pena. La sentenza divenne definitiva il 15 ottobre 2008, dopo il respingimento del suo ricorso.
Secondo le motivazioni della sentenza pubblicate il 5 dicembre 2007, Victor Stănculescu faceva parte del comando che guidò l'azione repressiva contro le manifestazioni di Timișoara. In tale veste avrebbe dimostrato un'attenzione eccessiva per la realizzazione delle manovre dell'esercito. Tale atteggiamento spinse persino Nicolae Ceaușescu a nominarlo comandante militare unico della città di Timișoara nella sera del 20 dicembre 1989.
Il 20 maggio 2014, dopo cinque anni di reclusione, fu rilasciato con la liberazione condizionale.
Morì a Bucarest il 19 giugno 2016 all'età di 88 anni.

### Suicidio della moglie Elena
Victor ed Elena Stănculescu erano sposati e avevano una figlia, nata nel 1954. Il 21 dicembre 2003 la moglie, di 68 anni, si suicidò gettandosi dal secondo piano del palazzo in cui vivevano, mentre il generale dormiva.
Prima di togliersi la vita, Elena Stănculescu aveva scritto una nota in cui spiegava le motivazioni del gesto, così come una lettera-testamento in cui forniva ulteriori dettagli riguardanti il patrimonio della famiglia. Il biglietto motivava il suicidio con lo sconforto vissuto dopo anni di miseria cui il marito era stato costretto, obbligato a presentarsi in tribunale in attesa di una condanna, invece di essere considerato un eroe.

## Libri su Victor Stănculescu
Lo scrittore Dinu Sararu ha pubblicato nel 2004, un libro sull'Editura Rao Piede del generale nel giro di gesso, scritto dopo alcune discussioni con Victor Stănculescu.
- „În sfârșit, adevărul... Generalul Victor Atanasie Stănculescu în dialog cu Alex Mihai Stoenescu” („Infine, la verità ... generale Victor Stanculescu in dialogo con Alex Mihai Stoenescu”), Editura RAO, 2009